# Tricheurois caecata
Tricheurois caecata är en fjärilsart som beskrevs av W. Warren 1912. Tricheurois caecata ingår i släktet Tricheurois och familjen nattflyn. Inga underarter finns listade i Catalogue of Life.